# Croix de Chavaux
Croix de Chavaux – stacja linii nr 9 metra w Paryżu. Stacja znajduje się w gminie Montreuil. Została otwarta 14 października 1937 r.